# Carlos García Doncel
Carlos García Doncel (ca.1815 - Madrid, 1850) fue un periodista y dramaturgo español del Romanticismo.

## Biografía
Colaboró en el Semanario Pintoresco y otras publicaciones de la época, en las que firmaba con el pseudónimo "Carlos G. Ephebus". Murió, al parecer, muy joven, aunque se desconoce su fecha y lugar de nacimiento; sin embargo, le dio tiempo a escribir una novela y un buen número de piezas dramáticas, tanto comedias (La hostería de Segura, 1840; El marido desleal, o ¿Quién engaña a quién?, de 1842, con Isidoro Gil y Baus; Las travesuras de Juana, 1843; Quiero ser cómica, 1844) como dramas, (Amor y nobleza, 1842, con Luis Valladares y Garriga; De una afrenta, dos venganzas, El guante de Coradino o El lirio entre zarzas, 1850, con Auset). Figura en el famoso cuadro de Antonio María Esquivel.

## Fuente
- Javier Huerta, Emilio Peral y Héctor Urzaiz, Teatro español de la A a la Z. Madrid: Espasa, 2005.